# Kalliosaari (ö i Lappland, Östra Lappland, lat 66,52, long 28,74)
Kalliosaari är en ö i Finland. Den ligger i vattendraget Oulankajoki och i kommunen Salla och landskapet Lappland, i den norra delen av landet, 700 km norr om huvudstaden Helsingfors. Öns area är 3,3 hektar och dess största längd är 340 meter i öst-västlig riktning.